# Kevin Horlock
Kevin Horlock (Erith, 1º novembre 1972) è un allenatore di calcio ed ex calciatore nordirlandese, nato nella regione del Kent, in Inghilterra, di ruolo centrocampista.

## Carriera

### Club
Mediano, durante la sua ventennale carriera ha vestito le casacche di West Ham, Swindon Town, Manchester City, Ipswich Town, Doncaster Rovers, Scunthorpe United, Mansfield Town e Needham Market, totalizzando 495 presenze e 61 reti nei campionati tra la prima e la nona divisione del calcio inglese.
Il suo passaggio dallo Swindon Town al Manchester City è stato pagato 1,875 milioni di euro. Nel 2003 ritorna al West Ham in cambio di 450.000 euro.

### Nazionale
Debutta il 26 aprile 1995 in Lettonia-Irlanda del Nord 0-1.

## Palmarès

### Giocatore

#### Competizioni nazionali
- Campionato inglese di seconda divisione: 1

Manchester City: 2001-2002

#### Competizioni regionali
- Eastern Counties League: 1

Needham Market: 2009-2010

### Allenatore

#### Competizioni nazionali
- Southern Football League: 1

Needham Market: 2023-2024